# Ulf Widebäck
Ulf Melkersson Widebäck, född 22 januari 1939 i Gävle Staffans församling, död 9 februari 2022, var en svensk jurist och ämbetsman.
Widebäck studerade juridik vid Stockholms universitet och avlade juris kandidatexamen 1965. Efter tingstjänstgöring 1965–1967 anställdes han 1967 som utredningssekreterare vid Stockholms stadskansli. Han blev fiskal i Svea hovrätt 1969 och assessor 1975, expert och sekreterare i flera olika statliga utredningar och var kammarrättsråd i Kammarrätten i Stockholm 1990–1994. Ulf Widebäck utsågs 1994 av regeringen till chef för Datainspektionens tillstånds- och tillsynsverksamhet. Han var generaldirektör och chef för Datainspektionen 1999–2004.
Under en period var han vice ordförande i Socialstyrelsens rättsliga råd.
Ulf Widebäck är son till avdelningschefen Melker Widebäck och Anna-Lisa, född Engstrand. Han gifte sig 1963 med sedermera hovrättslagmannen Birgitta Widebäck, född Annerhag.